# Csonkamindszent
Csonkamindszent is een plaats (község) en gemeente in het Hongaarse comitaat Baranya. Csonkamindszent telt 176 inwoners (2001).